# Вакиса
Вакиса (груз. ვაკისა) — село в Грузии, в Сачхерском муниципалитете края Имеретия, в административной единице Чаловани.

## Расположение
Расположено на западном склоне Лихского хребта, у истока реки Сакбула (правый приток Рикотулы), на высоте 900 метров над уровнем моря. Отдалено на 47 километров от города Сачхере.

## Население
По результатам официальной переписи населения 2014 года в селе Вакиса проживало 14 человек (7 мужчин и 7 женщин).
| Год  | Численность, человек |
| ---- | -------------------- |
| 2002 | 67                   |
| 2014 | ▼ 14                 |